# سنجاب پرنده کشمیر
سنجاب پرنده کشمیر (نام علمی: Eoglaucomys fimbriatus) نام یک گونه از تبار سنجاب پرنده است.